# Chuo-lung-ťing

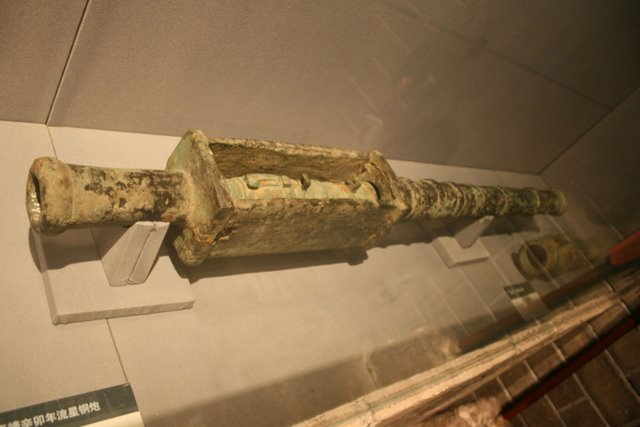
Mingský bronzový kanón

Chuo-lung-ťing (čínsky pchin-jinem Huǒlóngjīng, znaky 火龍經, doslova „Kniha ohnivých draků“) je pojednání o střelných a raketových zbraních sepsané Ťiao Jüem a Liou Ťiem ve vznikající mingské říši v druhé polovině 14. století.
Kniha popisuje nejrůznější druhy soudobých zbraní. Různé druhy střelného prachu, granáty, šrapnely, bomby s jedovatými náplněmi. Jsou uvedeny popisy raket, užívaných už od 10. století, které se do doby sepsání díla zdokonalily v několikastupňové rakety vybavené stabilizačními křidélky a odpalované z rozměrných nosičů.
Autoři popisují explozívní miny, používané na zemi i ve vodě, obsahující složité spouštěcí mechanismy. Dále první ruční střelné zbraně s až deseti hlavněmi, moždíře a kanóny vystřelující explozívní střely, střely využívající otrávené šrapnely a kanóny instalované na vozech, otočné ve všech směrech.